# 7365 Sejong
A 7365 Sejong (ideiglenes jelöléssel 1996 QV1) a Naprendszer kisbolygóövében található aszteroida. Vatanabe Kazuró fedezte fel 1996. augusztus 18-án.